# Ортографічна проєкція
Ортографічна проєкція (іноді її називають ортогональною проєкцією, раніше її називали аналемою) — засіб представлення тривимірних об’єктів у двовимірному просторі. Це форма паралельної проєкції, в якій усі проєкційні лінії ортогональні до площини проєкції, в результаті чого кожна площина сцени з’являється афінним перетворенням на поверхні перегляду. Лицьовою стороною орфографічної проєкції є похила проєкція, яка є паралельною проєкцією, у якій проєкційні лінії не ортогональні до площини проєкції.
Термін орфографічний іноді зарезервований спеціально для зображень об’єктів, де головні осі або площини об’єкта також паралельні площині проєкції. Однак вони більш відомі як первинні види в багатовидової проєкції. Крім того, коли головні площини або осі об’єкта в орфографічній проєкції не паралельні площині проєкції, зображення іноді називають аксонометричними. Однак вони більш відомі як допоміжні види. (Аксонометрична проєкція може бути більш точно описана як синонім паралельної проєкції.) Підтипи первинних виглядів включають плани, висоту і розрізи. Підтипи допоміжних видів можуть включати ізометричні, диметричні та триметричні проєкції.
Об’єктив, що забезпечує орфографічну проєкцію, відомий як телецентрична лінза.

## Геометрія

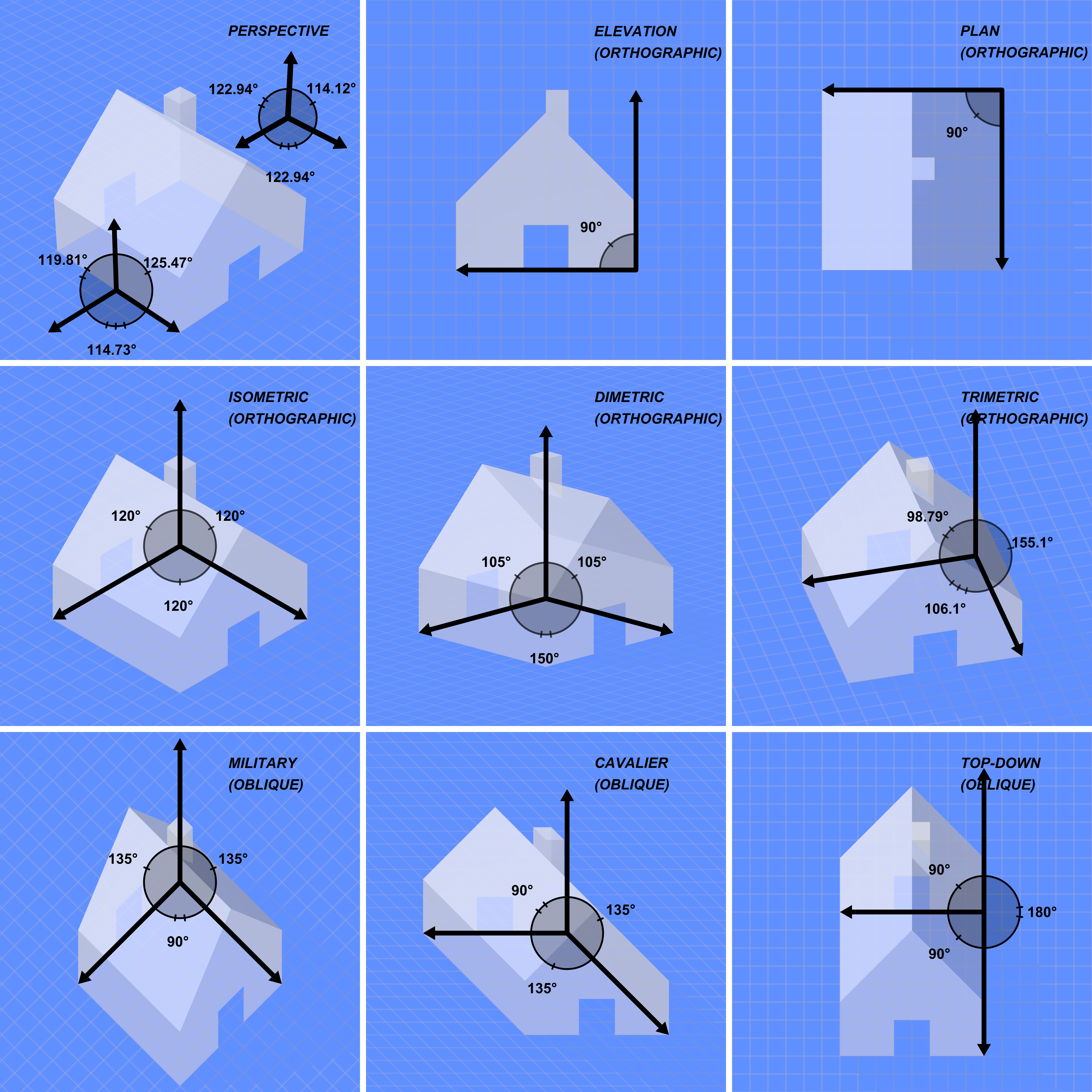
Порівняння кількох видів 3D-проєкції

Різні проєкції та спосіб їх виготовлення

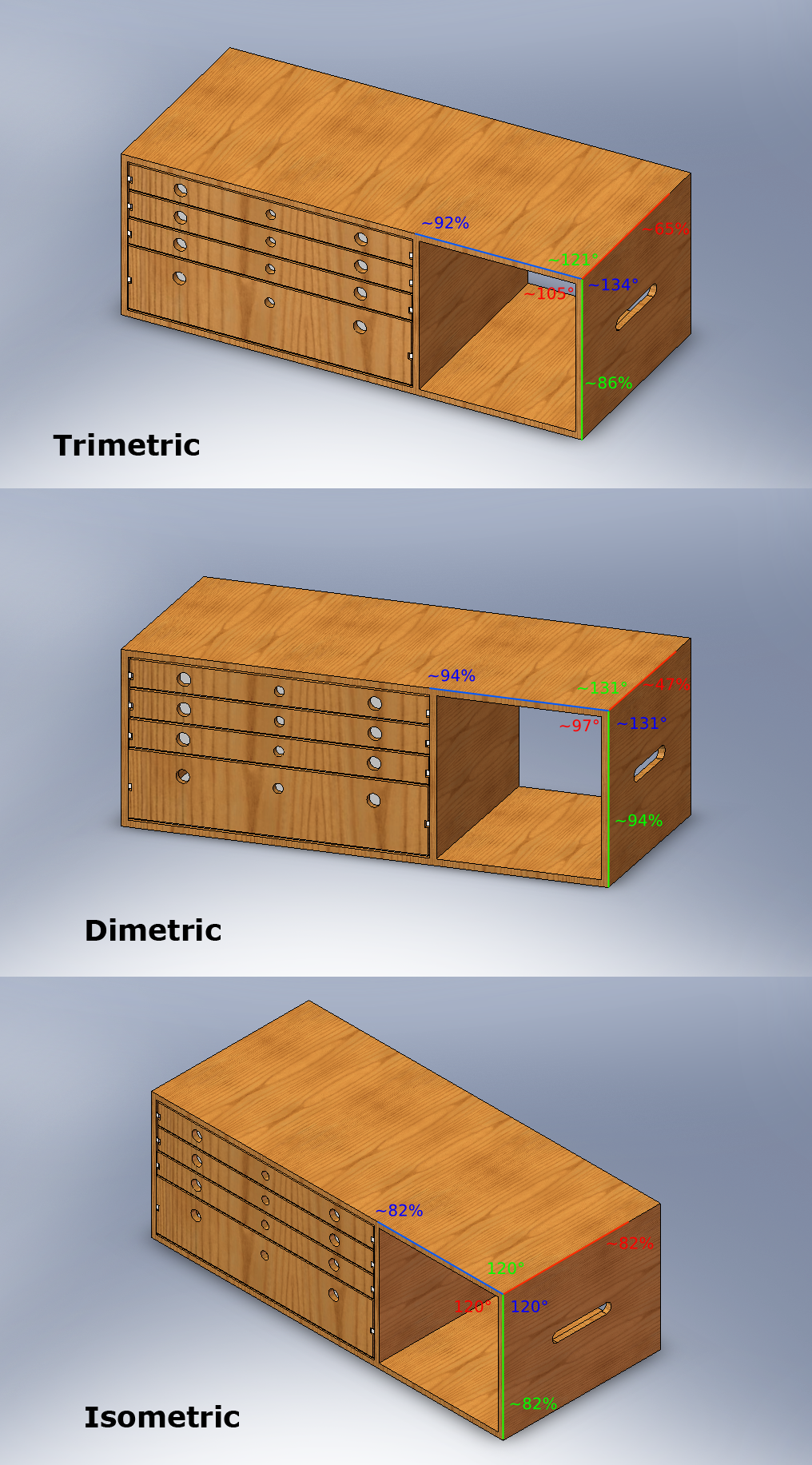
Три погляди. Відсотки показують обсяг ракурсу.

Просту орфографічну проєкцію на площину z = 0 можна визначити наступною матрицею:
{\displaystyle P={\begin{bmatrix}1&0&0\\0&1&0\\0&0&0\\\end{bmatrix}}}
Для кожної точки v = (vx, vy, vz) перетворена точка Pv буде
{\displaystyle Pv={\begin{bmatrix}1&0&0\\0&1&0\\0&0&0\\\end{bmatrix}}{\begin{bmatrix}v_{x}\\v_{y}\\v_{z}\end{bmatrix}}={\begin{bmatrix}v_{x}\\v_{y}\\0\end{bmatrix}}}
Часто краще використовувати однорідні координати. Наведене вище перетворення можна представити для однорідних координат як
{\displaystyle P={\begin{bmatrix}1&0&0&0\\0&1&0&0\\0&0&0&0\\0&0&0&1\end{bmatrix}}}
Для кожного однорідного вектора v = (vx, vy, vz, 1) перетворений вектор Pv буде
{\displaystyle Pv={\begin{bmatrix}1&0&0&0\\0&1&0&0\\0&0&0&0\\0&0&0&1\end{bmatrix}}{\begin{bmatrix}v_{x}\\v_{y}\\v_{z}\\1\end{bmatrix}}={\begin{bmatrix}v_{x}\\v_{y}\\0\\1\end{bmatrix}}}
У комп’ютерній графіці одна з найпоширеніших матриць, що використовуються для ортографічної проєкції, може бути визначена 6-кортежом (вліво, вправо, вниз, вгору, ближче, далі), який визначає площини відсікання. Ці площини утворюють коробку з мінімальним кутом на (ліво, низ, -ближче) і максимальним кутом на (право, верх, -далі).
Коробка перекладається так, щоб його центр знаходився в початку координат, потім він масштабується до одиничного куба, який визначається мінімальним кутом у (−1,−1,−1) і максимальним кутом у (1,1, 1).
Ортографічне перетворення можна задати наступною матрицею:
{\displaystyle P={\begin{bmatrix}{\frac {2}{{\text{вправо}}-{\text{вліво}}}}&0&0&-{\frac {{\text{вправо}}+{\text{вліво}}}{{\text{вправо}}-{\text{вліво}}}}\\0&{\frac {2}{{\text{вгору}}-{\text{вниз}}}}&0&-{\frac {{\text{вгору}}+{\text{вниз}}}{{\text{вгору}}-{\text{вниз}}}}\\0&0&{\frac {-2}{{\text{далі}}-{\text{ближче}}}}&-{\frac {{\text{far}}+{\text{ближче}}}{{\text{далі}}-{\text{ближче}}}}\\0&0&0&1\end{bmatrix}}}
яку можна задати як масштабування S і слідом паралельне перенесення T у формі
{\displaystyle P=ST={\begin{bmatrix}{\frac {2}{{\text{вправо}}-{\text{вліво}}}}&0&0&0\\0&{\frac {2}{{\text{вгору}}-{\text{вниз}}}}&0&0\\0&0&{\frac {2}{{\text{далі}}-{\text{ближче}}}}&0\\0&0&0&1\end{bmatrix}}{\begin{bmatrix}1&0&0&-{\frac {{\text{вліво}}+{\text{вправо}}}{2}}\\0&1&0&-{\frac {{\text{вгору}}+{\text{вниз}}}{2}}\\0&0&-1&-{\frac {{\text{далі}}+{\text{ближче}}}{2}}\\0&0&0&1\end{bmatrix}}}
Визначено інверсію проєкційної матриці P−1, яку можна використовувати як непроєкційну матрицю:
{\displaystyle P^{-1}={\begin{bmatrix}{\frac {{\text{вправо}}-{\text{вліво}}}{2}}&0&0&{\frac {{\text{вліво}}+{\text{вправо}}}{2}}\\0&{\frac {{\text{вгору}}-{\text{вниз}}}{2}}&0&{\frac {{\text{вгору}}+{\text{вниз}}}{2}}\\0&0&{\frac {{\text{далі}}-{\text{ближче}}}{-2}}&-{\frac {{\text{далі}}+{\text{ближче}}}{2}}\\0&0&0&1\end{bmatrix}}}

## Типи

Класифікація ортографічної проєкції та деяких тривимірних проєкцій

Трьома типами ортографічної проєкції є ізометрична проєкція, диметрична проєкція та триметрична проєкція, залежно від точного кута, під яким вигляд відхиляється від ортогонального. Зазвичай в аксонометричному малюнку, як і в інших типах ілюстрацій, одна вісь простору зображена вертикальною.
В ізометричній проєкції, найчастіше використовуваній формі аксонометричної проєкції в інженерному кресленні, напрямок перегляду такий, що три осі простору виглядають однаково, скороченими, а між ними є загальний кут 120°. Оскільки спотворення, викликане ракурсом, є рівномірним, пропорційність між довжинами зберігається, а осі мають загальний масштаб; це полегшує можливість проводити вимірювання безпосередньо з креслення. Ще одна перевага полягає в тому, що кути 120° легко побудувати за допомогою лише циркуля та лінійки.
У диметричній проєкції напрямок огляду такий, що дві з трьох осей простору виглядають однаково скороченими, з яких відповідний масштаб і кути представлення визначаються відповідно до кута огляду; масштаб третього напряму визначається окремо. Наближення розмірів є поширеними в диметричних кресленнях.[прояснити]
У триметричній проєкції напрямок огляду такий, що всі три осі простору виглядають неоднаково скороченими. Масштаб по кожній із трьох осей і кути між ними визначаються окремо відповідно до кута огляду. Наближення розмірів у триметричних кресленнях є звичайними,[прояснити] а триметрична перспектива рідко використовується в технічних кресленнях.

## Багаторакурсна  проєкція

Символи, що використовуються для визначення того, чи є багаторакурсна проєкція проєкцією під третім кутом (праворуч) або першим кутом (ліворуч).

У багаторакурсній проєкції створюється до шести зображень об’єкта, які називаються первинними видами, при цьому кожна площина проєкції паралельна одній з осей координат об’єкта. Види розташовуються відносно один одного за однією з двох схем: проєкція під першим або третім кутом. У кожній з них можна вважати, що види зображень спроектовані на площини, які утворюють шестисторонню коробку навколо об’єкта. Хоча можна намалювати шість різних сторін, зазвичай три види креслення дають достатньо інформації, щоб створити тривимірний об’єкт. Ці види відомі як вид спереду, вид зверху та вид з кінця. Інші назви цих видів включають план, висоту та розріз. Якщо площина або вісь зображуваного об’єкта не паралельна площині проєкції, і де на одному зображенні видно кілька сторін об’єкта, це називається допоміжним видом. Таким чином, ізометрична проєкція, диметрична проєкція та триметрична проєкція будуть вважатися допоміжними видами в багатокутній проєкції. Типовою характеристикою багатовидової проєкції є те, що одна вісь простору зазвичай відображається як вертикальна.

## Картографія

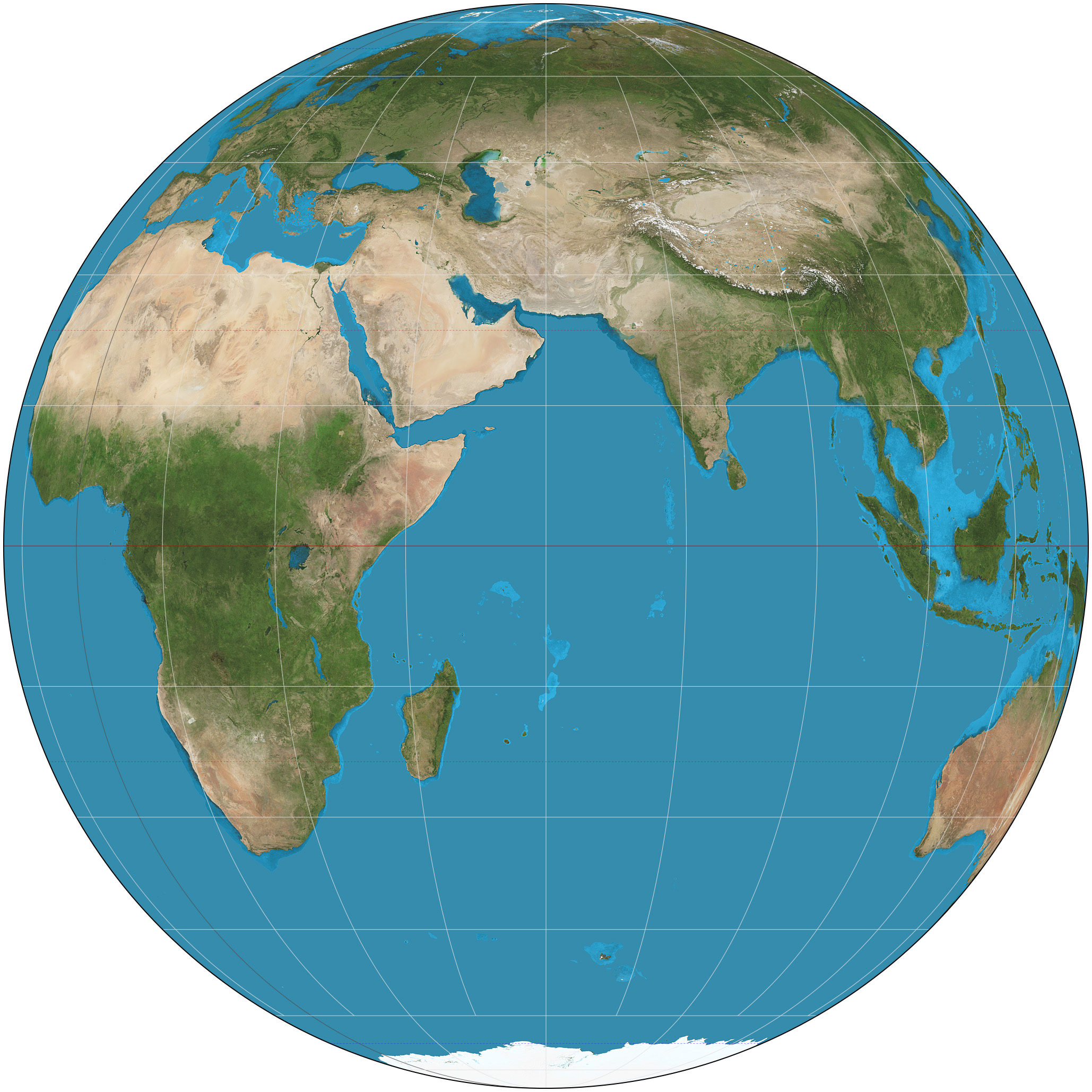
Ортографічна проєкція (екваторіальний аспект) східної півкулі 30°W - 150°E

Ортографічна проєкційна карта — картографічна проєкція картографії. Подібно до стереографічної та гномонічної проєкції, ортографічна проєкція — це перспективна (або азимутальна) проєкція, в якій сфера проектується на дотичну або січну площину. Точка перспективи для ортографічної проєкції знаходиться на нескінченній відстані. На ньому зображена півкуля земної кулі, якою вона здається з космосу, де горизонт являє собою велике коло. Форми та області спотворюються, особливо біля країв.
Ортографічна проєкція відома з давніх часів, її картографічне використання добре задокументовано. Гіппарх використовував проєкцію у 2 столітті до нашої ери для визначення місць сходу та заходу зірок. Приблизно в 14 р. до н.е. римський інженер Марк Вітрувій Полліон використовував проєкцію для побудови сонячних годин і для обчислення положення сонця.
Здається, Вітрувій також винайшов термін ортографічний (від грецького orthos (= «прямий») і graphē (= «креслення»)) для проєкції. Однак назва аналема, яка також означала сонячний годинник, що показує широту та довготу, була загальна назва до тих пір, поки Франсуа д'Агілон з Антверпена не запропонував її нинішню назву в 1613 році.
Найдавніші збережені карти на проєкції з'являються, як гравюри, на дереві земних глобусів 1509 (анонімно), 1533 і 1551 (Йоганнес Шенер), 1524 і 1551 (Апіан).

## Зовнішні посилання
- Normale (orthogonale) Axonometrie
- Orthographic Projection Video and mathematics